# Éléonore Desmier d'Olbreuse
Éléonore Desmier d'Olbreuse (3. ledna 1639, Deux-Sèvres, Francouzské království – 5. února 1722, Celle, Prusko) byla francouzská šlechtična. Sňatkem s Jiřím Vilémem Brunšvicko-Lüneburským se stala Brunšvicko-lüneburskou vévodkyní a byla též matkou Žofie Dorotey z Celle, manželky krále Jiřího I.

## Život
Éléonore Desmier d'Olbreuse se narodila na zámku Olbreuse v Deux-Sèvres u Niortu ve Francii do hugenotské rodiny nižší šlechty. Jejími rodiči byli Alexandre Desmier d'Olbreuse a Jacquette Poussard du Bas-Vandré et de Saint-Marc. Éléonore přišla k panovnickému dvoru v Paříži jako dvorní dáma Marie de la Tour d'Auvergne, vévodkyně z Thouars, jejíž syn se v roce 1648 oženil s Emilií Hesensko-Kasselskou, dcerou lankraběte Viléma V. Hesensko-Kasselského.
V zimě 1664 Éléonore doprovázela vévodkyni z Thouars na návštěvu jejího syna v Kasselu. Tam se krásná Éléonore setkala se svobodným vévodou Jiřím Vilémem Brunšvicko-Lüneburským, který se do ní okamžitě zamiloval.
Éléonore se stala jeho milenkou a obdržela titul Lady z Harburgu. V roce 1666 se narodilo jejich jediné dítě, dcera Žofie Dorotea. V roce 1674 bylo dítě legitimizováno a Éléonore se stala vévodkyní z Wilhelmsburgu. O dva roky později se pár konečně mohl vzít. Manželství bylo šťastné.
V roce 1682 se jejich dcera z dynastických důvodů provdala za svého bratrance Jiřího Ludvíka, syna Arnošta Augusta Brunšvicko-Lüneburského, Éléonořina švagra. Manželství bylo katastrofální. Manžel Žofii Doroteu nakonec uvěznil na zámku Ahlden, kde zůstala po zbytek života. Během posledních let svého života se Éléonore starala o svou dceru a snažila se dosáhnout jejího propuštění, bez úspěchu.
Éléonore Desmier d'Olbreuse zemřela 5. února 1722 téměř slepá, v Celle. Ve své vůli se zmínila o 342 osobách.